# Ludwik Bociański
Ludwik Bociański (ur. 24 sierpnia 1892 w Pleszewie, zm. 7 lutego 1970 w Londynie) – pułkownik dyplomowany piechoty Wojska Polskiego, wojewoda wileński i poznański II RP, kawaler Orderu Virtuti Militari.

## Życiorys

### Działalność niepodległościowa i służba w WP
Urodził się w rodzinie chłopskiej jako syn Wojciecha i Wiktorii ze Stefaniaków. Jego brat Jan był dyplomatą, a siostra Maria Bociańska-Radomska – uczestniczką powstania wielkopolskiego i działaczką społeczną.
Uczył się w Królewskim Gimnazjum w Ostrowie Wielkopolskim oraz w gimnazjum w Kępnie, gdzie w 1913 zdał maturę. Był twórcą drużyny skautowskiej.
W 1914 powołany do wojska niemieckiego, służył jako podporucznik artylerii na froncie zachodnim, był ranny pod Verdun, został też odznaczony i kilkukrotnie awansowany. W sierpniu 1917 z powodu choroby trafił do szpitala i nie powrócił już na front, pełnił służbę w Wielkopolsce. Był członkiem POW zaboru pruskiego. Był jednym z głównych organizatorów konspiracji powstańczej w Wielkopolsce.
Od początku wziął czynny udział w powstaniu, najpierw w Poznaniu, a następnie na południu Poznańskiego, walcząc na czele zorganizowanego przez siebie batalionu strzelców pleszewskich, z którym m.in. wyzwolił Ostrów Wielkopolski. Zorganizował 8 wielkopolski pułk piechoty (przemianowany w 1920 na 62 pułk piechoty wielkopolskiej). Początkowo dowodził w nim I batalionem, następnie całym pułkiem.
W 1919 przystąpił do organizacji Grudziądzkiego pułku strzelców. Pułkiem, w międzyczasie przemianowanym na 64 Grudziądzki pułk piechoty, dowodził do 28 października 1921. Walczył z bolszewikami nad Bugiem. W składzie 16 Dywizji Piechoty brał udział w bitwie warszawskiej.
W październiku 1921 został powołany na roczny kurs doszkolenia w Wyższej Szkole Wojennej w Warszawie. W 1922 po ukończeniu kursu otrzymał tytuł oficera Sztabu Generalnego i przydzielony został do Biura Ścisłej Rady Wojennej na stanowisko referenta w Oddziale IIIa. W okresie tym miał również mniej znany epizod jego życia – występy w drużynie piłkarskiej Polonii Bydgoszcz (na pozycji lewoskrzydłowego).

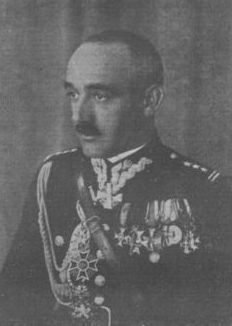
płk Ludwik Bociański - 1939 r.

Od lutego 1924 roku zajmował stanowisko szefa Wydziału Wywiadowczego Oddziału II-go Sztabu Generalnego. W przewrocie majowym 1926 roku opowiedział się zdecydowanie po stronie Piłsudskiego, który docenił jego lojalność i pozostawił go na dotychczasowym stanowisku. W marcu 1927 roku mianowany został dowódcą 86 pułku piechoty w Mołodecznie. Tamże z jego inicjatywy wybudowany został imponujący pomnik poległych żołnierzy w kształcie łuku z kaplicą Matki Boskiej na szczycie, zwany później Ostrą Bramą Mińską. Poświęcenia dokonał biskup Władysław Bandurski w obecności prezydenta Mościckiego. Od 1 lipca 1930 do 7 listopada 1934 był komendantem Szkoły Podchorążych Piechoty w Ostrowi Mazowieckiej-Komorowie. Właśnie tam Bociański wprowadził do ceremoniału mianowania na pierwszy stopień oficerski pasowanie szablą, który to zwyczaj utrzymał się aż do czasów współczesnych. Podchorążowie z jego szkoły, ubrani w historyczne mundury zaciągali wartę honorową przed Belwederem w rocznicę Nocy Listopadowej. Następnie wyznaczony został na stanowisko dowódcy piechoty dywizyjnej 20 Dywizji Piechoty w Baranowiczach.

We wniosku orderowym generał Kazimierz Fabrycy napisał o nim: 

Płk Bociański na każdem zajmowanem stanowisku wyróżniał się wybitną inicjatywą i jako wybitnie ideowy oficer pracą swą przyniósł dla wojska b. wielkie korzyści.

### W służbie cywilnej
W wyborach w listopadzie 1930 został wybrany posłem na Sejm III kadencji z okręgu wyborczego nr 37 (Ostrów Wielkopolski), jednak już w styczniu 1931 zrezygnował z mandatu poselskiego. Od końca 1935 był wojewodą wileńskim. Był krytykowany przez mniejszości narodowe i opozycję, a także część powojennej emigracji. Między innymi, 11 lutego 1936 wydał memoriał zakładający ograniczenie praw mniejszości litewskiej i białoruskiej (dokument ten w 1939 roku opublikowała drukarnia w Kownie). Ingerował w stosunki wyznaniowe, próbował wyrugować białoruskich oo. marianów z Drui poprzez zainicjowanie erygowania nowej parafii rzymskokatolickiej; w końcu wysiedlił ich nie czekając na decyzję hierarchii duchownej.
Z powodu jego interwencji, za emisję audycji z piosenkami białoruskimi zwolniono z pracy Czesława Miłosza. Z tego też powodu Bociański został przez poetę wspomniany (w negatywnym świetle) w utworze Toast. Od 25 maja 1939 pełnił urząd wojewody poznańskiego.
Przez Leona Chajna wymieniany pośród masonerii.

### Kampania wrześniowa
Podczas kampanii wrześniowej opuścił Poznań. 6 września 1939 został powołany na stanowisko naczelnego kwatermistrza rządu. 17 września 1939 na moście granicznym na Czeremoszu w Kutach zastąpił drogę Naczelnemu Wodzowi Edwardowi Śmigłemu-Rydzowi, zamierzającemu opuścić kraj. Wobec fiaska perswazji w proteście targnął się na swoje życie. Próba okazała się nieudana, ciężko ranny Bociański został przewieziony do Rumunii, gdzie został internowany. Po okresie internowania, przedostał się do zachodniej Europy. Pomimo prób, nie uzyskał przydziału do Polskich Sił Zbrojnych.

### Dalsze losy
W 1947 osiadł w Wielkiej Brytanii. Podczas życia na emigracji nie angażował się w życie polityczne kręgów emigracyjnych, ale utrzymywał kontakty z organizacjami kombatanckimi i pisał artykuły okolicznościowe. Przekazał bibliotece Polskiego Towarzystwa Naukowego na Obczyźnie kilkadziesiąt tomów wydawnictw naukowych z zakresu filologii polskiej, antropologii, archeologii i historii wojskowości.
Zmarł 7 lutego 1970 w Londynie i został pochowany na cmentarzu Gunnersbury. W 2009 z inicjatywy starosty pleszewskiego Michała Karalusa prochy płk. Ludwika Bociańskiego – zgodnie z jego ostatnią wolą – zostały sprowadzone do rodzinnego Pleszewa i z honorami wojskowymi złożone w kwaterze powstańców wielkopolskich na cmentarzu przy ul. Kaliskiej.

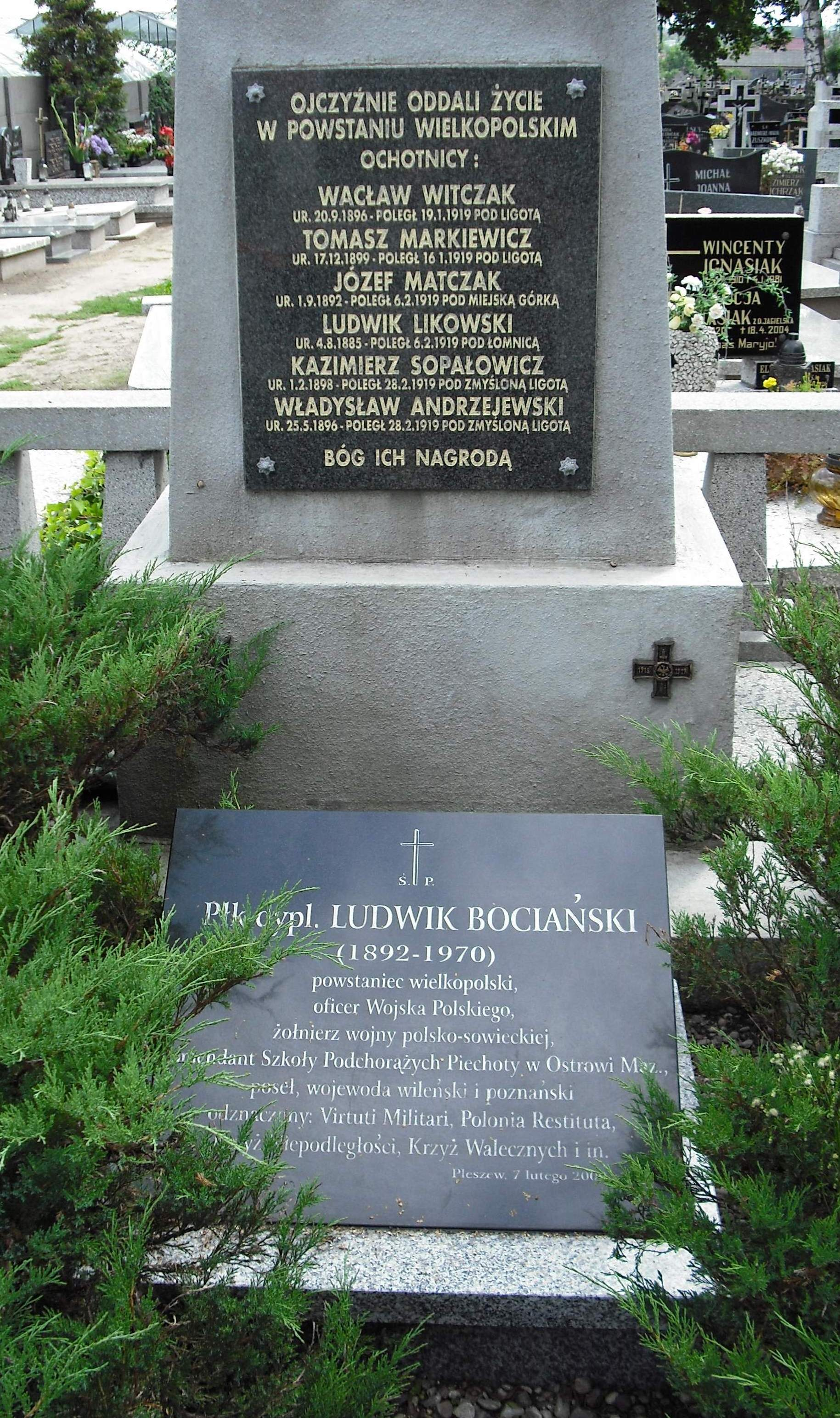
Cmentarz w Pleszewie, tablica pamięci umieszczona po repatriacji prochów Bociańskiego

Nie założył rodziny.

## Awanse
- kapral – 1915[4]
- wicewachmistrz – 1916[4]
- chorąży – 1916[4]
- podporucznik – 1917[4]
- major - 1921[26]
- podpułkownik – 1923[27]
- pułkownik – 1929[28]

## Ordery i odznaczenia
- Krzyż Srebrny Orderu Wojskowego Virtuti Militari nr 1560 (19 lutego 1922)[29]
- Krzyż Komandorski Orderu Odrodzenia Polski (11 listopada 1936)[30]
- Krzyż Niepodległości z Mieczami (17 września 1932)[31]
- Krzyż Oficerski Orderu Odrodzenia Polski (9 listopada 1932)[32]
- Krzyż Walecznych (przed 1923)[33]
- Złoty Krzyż Zasługi (29 kwietnia 1925)[34]
- Medal Pamiątkowy za Wojnę 1918–1921[35]
- Krzyż Żelazny II klasy (Prusy, przed 1918)[4]
- Krzyż Komandorski Orderu Lwa Białego (Czechosłowacja, wręczono 1928)[36]
- Krzyż Komandorski Orderu Korony Rumunii (Rumunia, przed 1928)[37]
- Krzyż Komandorski Orderu Trzech Gwiazd (Łotwa, przed 1928)[37]
- Krzyż Komandorski Orderu Białej Róży Finlandii (Finlandia, wręczono 1927)[38][37]
- Krzyż Oficerski Orderu Białego Orła (Jugosławia, przed 1928)[37]
- Krzyż Kawalerski Orderu Legii Honorowej (Francja, przed 1928)[37]

Oryginalne ordery i odznaczenia Ludwika Bociańskiego są na stałe przytwierdzone do cokołu rzeźby Matki Boskiej Kozielskiej w kościele św. Andrzeja Boboli w Londynie, gdzie były złożone jako wota dziękczynne.

## Upamiętnienie
- Imię Ludwika Bociańskiego noszą szkoły: Zespół Szkół Publicznych w Komorowie oraz Technikum i Zasadnicza Szkoła Zawodowa w Marszewie, a także osiedle w Pleszewie i ulica w Komorowie;
- Tablice pamiątkowe na cześć Ludwika Bociańskiego zawieszono: na gmachu Wielkopolskiego Urzędu Wojewódzkiego w galerii „Wielkich Polaków”, na ścianie frontowej Starostwa Powiatowego w Pleszewie[39] oraz w budynku Szkoły Podstawowej w Komorowie.
- W 2012 roku ukazała się wydana w Pleszewie książka Tomasza Wojtali BOCIUN. Płk dypl. Ludwik Bociański (1892–1970).

## Publikacje
- O posunięciach władz administracji ogólnej w stosunku do mniejszości litewskiej w Polsce oraz o zamierzeniach w tym względzie na przyszłość – ściśle tajny materiał przeznaczony dla Ministra Spraw Wewnętrznych, ukazał się drukiem w Kownie w 1939 roku[14]